# Lewis Henry Morgan

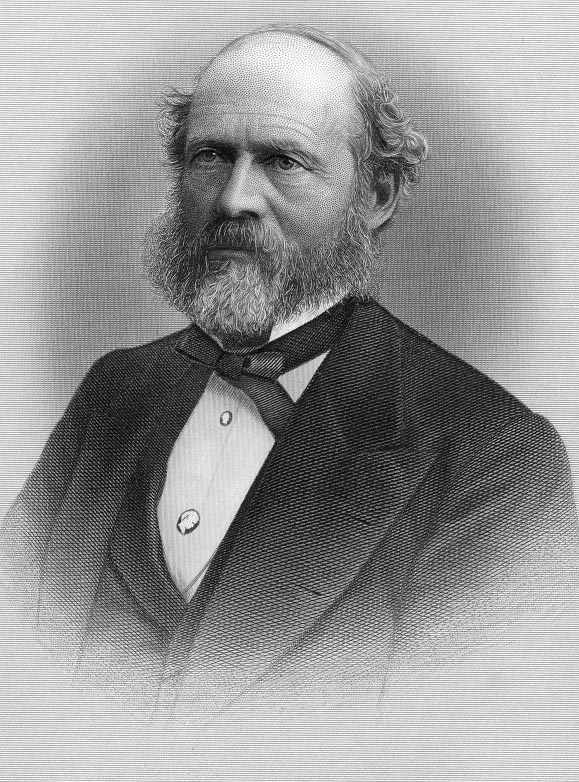
Lewis Henry Morgan

Lewis Henry Morgan (* 21. November 1818 in Aurora, New York; † 17. Dezember 1881) war ein US-amerikanischer Anthropologe und Mitbegründer der Ethnologie. Er vertrat eine evolutionistisch orientierte Anthropologie.

## Leben
Lewis Henry Morgan studierte unter anderem Klassische Philologie am Union College in Schenectady, New York. Nachdem er 1840 sein Studium abgeschlossen hatte, kehrte er nach Aurora zurück und erlernte die Rechtswissenschaften bei einer dortigen Anwaltskanzlei. 1842 erhielt er daraufhin die Zulassung als Rechtsanwalt.
Bekanntheit erreichte Morgan durch seine Feldforschungen bei den Irokesenvölkern. Stark betroffen von der Ungerechtigkeit, mit der die Indigenen Völker von der amerikanischen Regierung behandelt wurden, half Morgan den Seneca juristisch in ihrem Kampf gegen die Odgen Land Company. Er wurde von den Seneca als einer der Ihren adoptiert. Sie gaben ihm den Namen "Tayadaowuhkuh" - "einer der Brücken baut" (zwischen Indianern und Weißen).

## Morgans Evolutionismus
Morgan vertrat die Theorie einer monoton aufsteigenden Entwicklung der menschlichen Kultur. Demnach durchlaufen alle Kulturen drei Entwicklungsstufen: von der Stufe der „Wildheit“ im Urkommunismus über die Stufe der Barbarei bis zur höchsten Stufe, der Zivilisation. Nach Morgans Theorie müssen alle Völker diese Entwicklung durchlaufen:
- Wildheit: Die niedrigste kulturelle Entwicklungsstufe kennt keine Viehhaltung und keine Nahrungskonservierung, sondern nur grundlegende Ernährung durch die Jagd und wildwachsende Pflanzen: Jäger und Sammler.
- Barbarei: Landwirtschaft und Viehhaltung
- Zivilisation: Die Stufe der Zivilisation zeichnet sich durch die Entwicklung der Schrift, d. h. der Geschichtsschreibung aus. Dadurch können Vergangenheit und Zukunft verbunden werden und eine weitere Entwicklung wird ermöglicht.

Daneben vertrat Morgan die Idee, dass zu Beginn der Menschheitsentwicklung alle Völker matrifokal (siehe auch matrilinear und matrilokal) gelebt hätten und die Entwicklung zum Patriarchat gleichzusetzen sei mit dem Erreichen der Zivilisation. Seiner Theorie nach ging die matrifokale Kulturstufe einher mit kollektivem Eigentum. Als sich Privateigentum mehr und mehr herausbildete, entstanden parallel dazu patriarchale Gesellschaftsstrukturen. Im ungebremsten Wachstum des Privateigentums sah er eine Gefahr für die Zivilisation: "Seit dem Eintritt der Zivilisation ist das Wachstum des Reichtums so ungeheuer geworden, …, dass dieser Reichtum dem Volk gegenüber eine nicht zu bewältigende Macht geworden ist. Der Menschengeist steht ratlos und gebannt da vor seiner eigenen Schöpfung. … Die bloße Jagd nach Reichtum ist nicht die Endbestimmung der Menschheit, …. Die Auflösung der Gesellschaft steht drohend vor uns als Abschluss einer geschichtlichen Laufbahn, deren einziges Endziel der Reichtum ist; denn eine solche Laufbahn enthält die Elemente ihrer eigenen Vernichtung."
Morgans Hauptwerk Ancient Society, Or: Researches in the lines of human progress from savagery through barbarism to civilisation erschien 1877 und wurde 1891 von Wilhelm Eichhoff unter Mitarbeit von Karl Kautsky ins Deutsche übertragen mit dem Titel Die Urgesellschaft oder Untersuchung über den Fortschritt der Menschheit aus der Wildheit durch die Barbarei zur Zivilisation. Es begründete einen kulturellen Evolutionismus, wie er auch von Herbert Spencer und Edward B. Tylor vertreten wurde. Die Theorie basiert auf einem Vergleich zwischen Gesellschaften verschiedener Entwicklungsstufen. Dabei unterscheidet Morgan insbesondere zwischen einer auf persönlichen Beziehungen beruhenden "Societas" und einer auf Besitz und Region beruhenden "Civitas", womit er eine theoriegeschichtliche Vorlage für Ferdinand Tönnies’ Unterscheidung zwischen Gemeinschaft und Gesellschaft lieferte.

## Ehrungen
- Aufnahme in die American Association for the Advancement of Science
- Mitglied der National Academy of Sciences
- 1868: Wahl in die American Academy of Arts and Sciences

## Veröffentlichungen
- Ancient Society (Digitalisat).
  - deutsche Ausgabe: Die Urgesellschaft. Untersuchungen über den Fortschritt der Menschheit aus der Wildheit durch die Barbarei zur Zivilisation. Aus dem Englischen von Wilhelm Eichhoff unter Mitwirkung von Karl Kautsky. 4. Auflage. Stuttgart/Berlin 1921. (Digitalisat der zweiten, durchgesehenen Auflage).
- The League of the Iroquois (Digitalisat).
- The American Beaver and His Works (Digitalisat).
- Systems of Consanguinity and Affinity of the Human Family (Digitalisat).